# نهائي كأس الجزائر 2001
نهائي كأس الجزائر 2001 هي المباراة النهائية من منافسة كأس الجزائر 2000–01، أقيمت المباراة في 5 يوليو 2001، في ملعب 5 جويلية 1962، بين فريقي اتحاد الجزائر، وسريع شباب المشرية ‏، وفاز فيها اتحاد الجزائر، بعد أن هزم سريع شباب المشرية ‏، بنتيجة 1 - 0، وكان حكم المباراة جمال حيمودي.

## تفاصيل المباراة
لعبت المباراة النهائية في 5 يوليو 2001.
| اتحاد الجزائر | 1 -0 | No ID |
| ------------- | ---- | ----- |
|               |      |       |